# Sabaneta (Miranda)
Pour les articles homonymes, voir Sabaneta.
Sabaneta est l'une des sept paroisses civiles de la municipalité de Miranda dans l'État de Falcón au Venezuela. Sa capitale est Sabaneta.

## Géographie

### Démographie
Hormis sa capitale Sabaneta, la paroisse civile abrite plusieurs localités dont :
- Carazao
- El Jebito
- Guaicara
- La Concepción
- La Florida
- Las Lajas
- Los Chipes
- Sabaneta
- Santa Rita